# Kaoru Tada
Kaoru Tada (多田かおる, Tada Kaoru), née le 25 septembre 1960 et morte le 11 mars 1999, était une mangaka japonaise.

## Biographie
Kaoru Tada fait ses débuts en 1977, alors qu'elle est encore étudiante, dans le magazine Deluxe Margaret, de Shueisha. Kaoru Tada écrit des shōjo manga narrant des histoires d'amour centrées sur de jeunes personnages féminins. Ses histoires incluent généralement des passages comiques, et sont caractérisées par un dessin affûté et allant à l'essentiel. Ses œuvres les plus populaires sont Aishite Naito (Embrasse-moi Lucile), Itazura Na Kiss et Kimi no na wa Debora. 
Aishite Naito brosse le portrait de la scène musicale rock du Japon du début des années 1980. Un anime est créé à partir de ce manga, et constitue le premier à avoir jamais contenu des chansons originales dans ses épisodes. Une autre de ses publications, Mihaa Paradise, porte également sur l'univers du rock.
Itazura Na Kiss, commencé en 1991 mais jamais terminé, est le manga de Tada ayant eu le plus de succès au Japon. Il raconte l'histoire d'amour entre Kotoko et Naoki, de leurs études secondaires jusqu'à leur mariage. La série a engendré un artbook, ainsi que deux romans écrits par Nori Harata et publiés dans le Shueisha « Cobalt ». Par ailleurs, en 1996, un drama japonais basé sur Itazura Na Kiss est produit sous le même nom, avec Aiko Satô et Takashi Kashiwabara dans les rôles principaux. En 2005, ce manga est adapté en un drama taïwanais cette fois-ci, sous le nom de It started with a kiss. D'autres versions drama, coréenne (Playful Kiss) en 2010, et japonaise, plus récente, en 2013, Itazura Na Kiss ~ Love In Tokyo, verront le jour. Un anime a également été réalisé en 2008. 
Kaoru Tada meurt en 1999 des suites d'une hémorragie cérébrale. Alors qu'elle se trouvait dans sa nouvelle résidence, elle heurte violemment une table en marbre, et tombe dans le coma. Elle meurt trois semaines plus tard, à l'âge de 38 ans.

## Publications
- Aishite Naito (Embrasse-moi Lucile), 愛してナイト, publié dans Margaret, 1981-1983, 7 volumes
- Itazura na Kiss (Mischievous Kiss), イタズラなＫｉｓｓ, Margaret, à partir de 1991, 23 volumes
- Itazura na Kiss Irasuto Shuu, 多田かおるイラスト集 イタズラなＫｉｓｓ, artbook publié par Shueisha, 1 volume
- Kawaii Ojisama (A Fine Dad), Margaret, 1 volume
- Kimagure Enjeru (Capricious Angel), きまぐれエンジェル, Margaret, 1 volume
- Kimi no Na wa Debora (Your name is Deborah), 君の名はデボラ, Margaret, 1988, 2 volumes
- Debora ga Raibaru (Deborah's the Rival), デボラがライバル, Margaret, 1996-1998, 4 volumes
- Sabishigariya no Deborah, さびしがりやのデボラ, Margaret, 1 volume
- Horeru Yo! Koi, Margaret, 1 volume
- Ai Shi Koi Shi no Manon!, Margaret, 1 volume
- Kinta-kun ni Goyoujin!, Margaret, 1 volume
- Tiinzu Burabo (Teens Bravo), Margaret, 1 volume
- Miihaa Paradise (Fans' Paradise'), Margaret, 2 volumes
- High School Magic, Margaret, 2 volumes